# Redfield (Nueva York)
Redfield es un pueblo ubicado en el condado de Oswego en el estado estadounidense de Nueva York. En el año 2000 tenía una población de 607 habitantes y una densidad poblacional de 2.6 personas por km².

## Geografía
Redfield se encuentra ubicado en las coordenadas 43°34′32″N 76°50′1″O / 43.57556, -76.83361.

## Demografía
Según la Oficina del Censo en 2000 los ingresos medios por hogar en la localidad eran de $33,304 y los ingresos medios por familia eran $39,792. Los hombres tenían unos ingresos medios de $28,750 frente a los $22,386 para las mujeres. La renta per cápita para la localidad era de $13,277. Alrededor del 12.7% de la población estaban por debajo del umbral de pobreza.